# Aleksandr Mirónov
Aleksandr Serguéievitx Mirónov (en rus Александр Сергеевич Миронов) (Oriol, 21 de gener de 1984) és un ciclista rus, que fou professional del 2006 al 2013.

## Palmarès
- 2005
  -  Campió de Rússia sub-23 en ruta
  - Vencedor d'una etapa al Bałtyk-Karkonosze Tour
- 2008
  - Vencedor d'una etapa al Roine-Alps Isera Tour
  - Vencedor d'una etapa al Way to Pekin
- 2009
  - Vencedor d'una etapa al Circuito Montañés
- 2010
  - 1r al Trofeu Franco Balestra
  - 1r al Memorial Oleg Diatxenko
  - Vencedor d'una etapa al Tour de Normandia
- 2012
  - Vencedor d'una etapa al Gran Premi d'Adiguèsia